# هلن فون بلواری
هلن فون بلواری (مجاری: Helene von Bolvary؛ ۳۱ مارس ۱۸۹۲ – ۱۳ آوریل ۱۹۴۳) بازیگر اهل مجارستان بود.
از فیلم‌ها یا مجموعه‌های تلویزیونی که وی در آن‌ها نقش داشته‌است می‌توان به رز سفید (۱۹۱۹) اشاره نمود.